# Kráľová (Banská Bystrica)
Kráľová (deutsch Königsdorf, ungarisch Garamkirályfalva – bis 1907 Királyfalva) ist eine ehemalige Gemeinde und seit 1966 ein Stadtteil von Banská Bystrica in der Mittelslowakei. Kráľová liegt südlich des Stadtzentrums von Banská Bystrica auf der rechten Seite des Hron, unter dem Berg Urpín am gegenüberliegenden Ufer.

## Geschichte
Der Ort wurde 1264 zum ersten Mal als Villa reginalis Querali schriftlich erwähnt und war ursprünglich eine Siedlung königlicher Diener (Fischer, Förster) im Herrschaftsgebiet von Sohl. 1828 hatte die Ortschaft 17 Häuser und 81 Einwohner.
Bis 1918 gehörte der Ort im Komitat Sohl zum Königreich Ungarn und kam danach zur neu entstandenen Tschechoslowakei beziehungsweise heutigen Slowakei. In der Zeit der ersten tschechoslowakischen Republik gab es eine Lederfabrik, eine Ziegelei, eine Brennerei sowie ein Großgut der Familie Hegedűs. In der Volkszählung 1961, der letzten vor der Eingemeindung, wohnten 548 Einwohner in der Gemeinde. 1964 wurde Kráľová mit Radvaň zur Gemeinde Radvaň-Kráľová fusioniert, diese wurde 1966 in die Stadt Banská Bystrica eingemeindet.